# Antonio Quintero
Antonio Miguel Quintero Borges (nascido em 20 de setembro de 1961) é um ex-ciclista olímpico cubano. Representou sua nação nos Jogos Olímpicos de Verão de 1980, na prova de corrida individual em estrada.